# Soy Luna (2. řada)
Druhá řada argentinského muzikálového dramatického televizního seriálu Soy Luna byla premiérově vysílána na stanici Disney Channel od 17. dubna do 29. září 2017.

## Příběh
Prázdniny skončily a každý se vrací domů. Luna se přibližuje k odhalení pravdy, přičemž doufá v její setkání s Matteem. Nikdo nezná tajemství, které Matteo skrývá, ale Luna je ochotna bojovat s větrem a vzduchem, aby tato tajemství odhalila. V průběhu času Luna pomáhá Matteovi odhalit jeho pravou vášeň a vyrovnat se s tlakem jeho náročného otce. Ve vile Benson nastává napjatá atmosféra po příjezdu Alfreda, otce paní Sharon. Luna s Alfredem silně soucítí. Ámbar, Jasmín, Delfi, Gastón, Ramiro a Matteo tento rok ukončí studium a musí se rozhodnout, jakou cestu se vydají.

## Obsazení

### Hlavní postavy
- Karol Sevilla jako Luna Valenteová (český dabing: Adéla Nováková)
- Ruggero Pasquarelli jako Matteo Balsano (český dabing: Jan Rimbala)
- Valentina Zenere jako Ámbar Smithová (český dabing: Marika Šoposká)
- Michael Ronda jako Simón Álvarez (český dabing: Jiří Köhler)

### Vedlejší postavy
- Malena Ratner jako Delfina "Delfi" Alzamendiová (český dabing: Zuzana Ščerbová)
- Agustín Bernasconi jako Gastón Perida (český dabing: Jan Battěk)
- Katja Martínez jako Jazmín Carbajalová (český dabing: Sabina Rojková)
- Ana Jara jako Jimena "Jim" Medinová (český dabing: Patricie Soukupová)
- Jorge López jako Ramiro Ponce (český dabing: Robin Pařík)
- Chiara Parravicini jako Yamila "Yam" Sánchezová (český dabing: Anežka Saicová)
- Gastón Vietto jako Pedro Arias (český dabing: Vojtěch Havelka)
- Lionel "Leo" Ferro jako Nicolás "Nico" Navarro (český dabing: Tomáš Materna)
- Carolina Kopelioff jako Nina Simonettiová (český dabing: Klára Nováková)
- Estela Ribeiro jako Juliana / Marisa Mintová (český dabing: Kateřina Petrová)
- Lucila Gandolfo jako Sharon Bensonová (český dabing: Simona Postlerová)
- Rodrigo Pedreira jako Reinaldo "Rey" Guitierrez (český dabing: Ivo Hrbáč)
- David Murí jako Miguel Valente (český dabing: Ivo Novák)
- Ana Carolina Valsagna jako Mónica Valenteová (český dabing: Ivana Andrlová)
- Roberto Carnaghi jako Alfredo Benson (český dabing: Bohuslav Kalva)
- Diego Sassi Alcalá jako Tino (český dabing: Vojtěch Hájek)
- Germán Tripel jako Cato (český dabing: Bohdan Tůma)
- Antonella Querzoli jako Amanda (český dabing: Hana Tunová)
- Paula Kohan jako Mora Barzaková (český dabing: Hana Igonda Ševčíková)
- Ezequiel Rodríguez jako Ricardo Simonetti (český dabing: Rudolf Kubík)
- Caro Ibarra jako Ana Valparaisová (český dabing: Veronika Bajerová)

### Hostující postavy
- Sebastián Villalobos (český dabing: Pavel Vondrák)
- Cristina Allende jako Rosa / Elena (český dabing: Radana Herrmannová)
- Eva Adanaylo jako paní Rodríguezová (český dabing: Jana Hermachová)
- Roberto Ottini jako pan Balsano (český dabing: Otto Rošetzký)
- Luz Cipriota jako Tamara Ríosová (český dabing: Kristýna Bábková)
- Samuel Do Nascimento jako Santi Owen (český dabing: Oldřich Hajlich)
- Julieta Nair Calvo jako Paula (český dabing: Jirka Jirsová)
- Sheila Piccolo jako Fernanda (český dabing: Alžběta Volhejnová)
- Gabriel Epstein jako Pablo (český dabing: Roman Hajlich)
- William Prociuk jako Rosáles (český dabing: Petr Burian)
- Candelaria Molfese jako Eva / Ada (český dabing: Jana Páleníčková)
- Thelma Fardin jako Flor (český dabing: Petra Horváthová)
- Gabriel Calamari jako Xabi (český dabing: Pavel Dytrt)
- Luciano Correa jako prezidient VIDIE (český dabing: Jiří Balcárek)
- Claudio Lauría jako Roberto (český dabing: Martin Kubačák)
- Luis Asato jako Victorino Wang (český dabing: Vladimír Kudla)
- Micaela Tabanera jako Sylvana Arianová (český dabing: Irena Máchová)
- Giovanna Reynaud jako Emilia Mansfieldová (český dabing: Sára Nygrýnová)
- Pasquale Di Nuzzo jako Benício (český dabing: Jak Škvor)
- Joaquín Berthold jako Gary López (český dabing: Radek Hoppe)

### Speciální hosté
- Sabrina Carpenter (český dabing: Sara Sandeva)
- Martina Stoessel (český dabing: Anna Theimerová)
- Bruno Heder (český dabing: Petr Vágner)
- Camila Férnandez (český dabing: Gabriela Heclová)

## Seznam dílů

#### První část:Život je sen(2017)
| Č. v seriálu | Č. v řadě | Originální název                               | Premiéra v Argentině | Premiéra v ČR      |
| ------------ | --------- | ---------------------------------------------- | -------------------- | ------------------ |
| 81           | 1         | ¿Un sueño o una pesadilla?, Sobre ruedas       | 17. dubna 2017       | 18. září 2017      |
| 82           | 2         | Un Sol y una luna, Sobre ruedas                | 18. dubna 2017       | 19. září 2017      |
| 83           | 3         | Una actitud sospechosa, Sobre ruedas           | 19. dubna 2017       | 20. září 2017      |
| 84           | 4         | ¡Atrapada por la cámara!, Sobre ruedas         | 20. dubna 2017       | 21. září 2017      |
| 85           | 5         | El primer Open Music del año, Sobre ruedas     | 21. dubna 2017       | 25. září 2017      |
| 86           | 6         | ¡Luna es Sol Benson!, Sobre ruedas             | 24. dubna 2017       | 26. září 2017      |
| 87           | 7         | Una nueva competencia, Sobre ruedas            | 25. dubna 2017       | 27. září 2017      |
| 88           | 8         | Un plan contra Luna, Sobre ruedas              | 26. dubna 2017       | 28. září 2017      |
| 89           | 9         | Una cámara rota, Sobre ruedas                  | 27. dubna 2017       | 2. října 2017      |
| 90           | 10        | Una fiesta de disfraces, Sobre ruedas          | 28. dubna 2017       | 3. října 2017      |
| 91           | 11        | Un incendio en la pista, Sobre ruedas          | 1. května 2017       | 4. října 2017      |
| 92           | 12        | Secretos del pasado, Sobre ruedas              | 2. května 2017       | 5. října 2017      |
| 93           | 13        | Una ilusión, Sobre ruedas                      | 3. května 2017       | 9. října 2017      |
| 94           | 14        | Una ayuda, Sobre ruedas                        | 4. května 2017       | 10. října 2017     |
| 95           | 15        | Un plan para el Roller, Sobre ruedas           | 5. května 2017       | 11. října 2017     |
| 96           | 16        | ¿Ámbar es Sol Benson?, Sobre ruedas            | 8. května 2017       | 12. října 2017     |
| 97           | 17        | ¿El Roller va a cerrar?, Sobre ruedas          | 9. května 2017       | 13. listopadu 2017 |
| 98           | 18        | Las esperanzas se rompen, Sobre ruedas         | 10. května 2017      | 14. listopadu 2017 |
| 99           | 19        | Una nueva esperanza, Sobre ruedas              | 11. května 2017      | 15. listopadu 2017 |
| 100          | 20        | Adiós Roller, Sobre ruedas                     | 12. května 2017      | 16. listopadu 2017 |
| 101          | 21        | ¿Descubren la verdad?, Sobre ruedas            | 15. května 2017      | 20. listopadu 2017 |
| 102          | 22        | El Roller no se cerrará, Sobre ruedas          | 16. května 2017      | 21. listopadu 2017 |
| 103          | 23        | Celos, Sobre ruedas                            | 17. května 2017      | 22. listopadu 2017 |
| 104          | 24        | Una nueva entrenadora, Sobre ruedas            | 18. května 2017      | 23. listopadu 2017 |
| 105          | 25        | La grabación de la coreografía, Sobre ruedas   | 19. května 2017      | 27. listopadu 2017 |
| 106          | 26        | Lagrimas y disculpas, Sobre ruedas             | 22. května 2017      | 28. listopadu 2017 |
| 107          | 27        | Una disculpa, Sobre ruedas                     | 23. května 2017      | 29. listopadu 2017 |
| 108          | 28        | ¿Un nuevo amor?, Sobre ruedas                  | 24. května 2017      | 30. listopadu 2017 |
| 109          | 29        | Matteo se va de los adrenaline, Sobre ruedas   | 25. května 2017      | 4. prosince 2017   |
| 110          | 30        | Mentiras, Sobre ruedas                         | 26. května 2017      | 5. prosince 2017   |
| 111          | 31        | Una pelea, Sobre ruedas                        | 29. května 2017      | 6. prosince 2017   |
| 112          | 32        | ¿Matteo quiere volver con Luna?, Sobre ruedas  | 30. května 2017      | 7. prosince 2017   |
| 113          | 33        | Un mensaje, Sobre ruedas                       | 31. května 2017      | 22. ledna 2018     |
| 114          | 34        | Quiero volver al equipo, Sobre ruedas          | 1. června 2017       | 23. ledna 2018     |
| 115          | 35        | La verdad está cerca, Sobre ruedas             | 2. června 2017       | 24. ledna 2018     |
| 116          | 36        | El regreso del equipo del Roller, Sobre ruedas | 5. června 2017       | 25. ledna 2018     |
| 117          | 37        | Una nueva pareja, Sobre ruedas                 | 6. června 2017       | 29. ledna 2018     |
| 118          | 38        | ¿Quién se va?, Sobre ruedas                    | 7. června 2017       | 30. ledna 2018     |
| 119          | 39        | Una declaración amorosa, Sobre ruedas          | 8. června 2017       | 31. ledna 2018     |
| 120          | 40        | Un accidente, Sobre ruedas (Parte 1)           | 9. června 2017       | 1. února 2018      |

### Druhá část:Vždy, když znova vyjde slunce(2017)
| Č. v seriálu | Č. v řadě | Originální název                                          | Premiéra v Argentině | Premiéra v ČR   |
| ------------ | --------- | --------------------------------------------------------- | -------------------- | --------------- |
| 121          | 41        | Un accidente, Sobre ruedas (Parte 2)                      | 7. srpna 2017        | 5. února 2018   |
| 122          | 42        | Una medallita, Sobre ruedas                               | 8. srpna 2017        | 6. února 2018   |
| 123          | 43        | Más cerca de la verdad, Sobre ruedas                      | 9. srpna 2017        | 7. února 2018   |
| 124          | 44        | Una carta, Sobre ruedas                                   | 10. srpna 2017       | 8. února 2018   |
| 125          | 45        | Un Open Music de oportunidad, Sobre ruedas (Parte 1)      | 11. srpna 2017       | 12. února 2018  |
| 126          | 46        | Un Open Music de oportunidad, Sobre ruedas (Parte 2)      | 14. srpna 2017       | 13. února 2018  |
| 127          | 47        | Las votaciones del concurso, Sobre ruedas                 | 15. srpna 2017       | 14. února 2018  |
| 128          | 48        | La lucha por Simón, Sobre ruedas                          | 16. srpna 2017       | 15. února 2018  |
| 129          | 49        | ¿Mi novio o mi mejor amigo?, Sobre ruedas                 | 17. srpna 2017       | 19. března 2018 |
| 130          | 50        | La fiesta de gala, Sobre ruedas (Parte 1)                 | 18. srpna 2017       | 20. března 2018 |
| 131          | 51        | La fiesta de gala, Sobre ruedas (Parte 2)                 | 21. srpna 2017       | 21. března 2018 |
| 132          | 52        | ¿Quién soy yo?, Sobre ruedas                              | 22. srpna 2017       | 22. března 2018 |
| 133          | 53        | Secretos y mentiras, Sobre ruedas                         | 23. srpna 2017       | 26. března 2018 |
| 134          | 54        | Llegadas y reencuentros, Sobre ruedas                     | 24. srpna 2017       | 27. března 2018 |
| 135          | 55        | La verdadera Juliana, Sobre ruedas                        | 25. srpna 2017       | 28. března 2018 |
| 136          | 56        | Algo raro, Sobre ruedas                                   | 28. srpna 2017       | 29. března 2018 |
| 137          | 57        | Un falso romance, Sobre ruedas                            | 29. srpna 2017       | 9. dubna 2018   |
| 138          | 58        | Una invitada especial, Sobre ruedas                       | 30. srpna 2017       | 10. dubna 2018  |
| 139          | 59        | Un vídeo, Sobre ruedas                                    | 31. srpna 2017       | 11. dubna 2018  |
| 140          | 60        | La competencia, Sobre ruedas                              | 1. září 2017         | 12. dubna 2018  |
| 141          | 61        | Secretos de la família Benson, Sobre ruedas               | 4. září 2017         | 16. dubna 2018  |
| 142          | 62        | El fin de Lutteo, Sobre ruedas                            | 5. září 2017         | 17. dubna 2018  |
| 143          | 63        | Un culpable, Sobre ruedas                                 | 6. září 2017         | 18. dubna 2018  |
| 144          | 64        | Una investigación, Sobre ruedas                           | 7. září 2017         | 19. dubna 2018  |
| 145          | 65        | Una propuesta especial, Sobre ruedas                      | 8. září 2017         | 21. května 2018 |
| 146          | 66        | Matteo celoso, Sobre ruedas                               | 11. září 2017        | 22. května 2018 |
| 147          | 67        | ¿Algo más que amigos?, Sobre ruedas                       | 12. září 2017        | 23. května 2018 |
| 148          | 68        | Mensaje oculto, Sobre ruedas                              | 13. září 2017        | 24. května 2018 |
| 149          | 69        | Cerca de la verdad, Sobre ruedas                          | 14. září 2017        | 28. května 2018 |
| 150          | 70        | ¿Mi verdadera identidad?, Sobre ruedas                    | 15. září 2017        | 29. května 2018 |
| 151          | 71        | ¿Dónde está Sol Benson?, Sobre ruedas                     | 18. září 2017        | 30. května 2018 |
| 152          | 72        | Esperando una respuesta, Sobre ruedas                     | 19. září 2017        | 31. května 2018 |
| 153          | 73        | Ámbar es descubierta, Sobre ruedas                        | 20. září 2017        | 4. června 2018  |
| 154          | 74        | Un momento de confesiones, Sobre ruedas                   | 21. září 2017        | 5. června 2018  |
| 155          | 75        | Mucho más que un sueño, Sobre ruedas                      | 22. září 2017        | 6. června 2018  |
| 156          | 76        | Espionaje, trampas y más problemas, Sobre ruedas          | 25. září 2017        | 7. června 2018  |
| 157          | 77        | Un secreto no tan secreto, Sobre ruedas                   | 26. září 2017        | 11. června 2018 |
| 158          | 78        | Un viaje a Cancún, Sobre ruedas                           | 27. září 2017        | 12. června 2018 |
| 159          | 79        | La final de la Rodafest en México, Sobre ruedas (Parte 1) | 28. září 2017        | 13. června 2018 |
| 160          | 80        | La final de la Rodafest en México, Sobre ruedas (Parte 2) | 29. září 2017        | 14. června 2018 |